# Ирска Слободна Држава
Ирска Слободна Држава (енгл. Irish Free State, ир. Saorstát Éireann) је назив државне творевине која је постојала од 1922. до 1937. године као доминион Британског комонвелта. Настала је по одредбама Англо-ирског споразума потписаног у Лондону 6. децембра 1921. Држава је заживела тачно годину дана после. Након што је пропао Ускршњи устанак, почела је да расте подршка републиканском уређењу. Када је успостављена Ирска Слободна Држава је обухватала цело острво Ирску али као што се очекивало Северна Ирска је искористила своје право да се издвоји из нове државе. Ирска Слободна Држава је престала да постоји 1937. када су грађани на референдуму одлучили да замене устав из 1922. године. Наследила ју је садашња Република Ирска.